# Tailwind Airlines
Tailwind Airlines — турецька авіакомпанія. Займається чартерними пасажирськими перевезеннями. Базовий аеропорт авіакомпанії — Стамбульський аеропорт імені Сабіхи Гекчен.
Tailwind Airlines також здає в оренду свої літаки разом з екіпажем іншим авіакомпаніям, які потребують літаки на певні періоди.
Авіакомпанія була створена у 2006 році, але почала польоти лише в травні 2009 року.

## Флот
Флот, станом на 2020 рік складається з п'яти літаків.

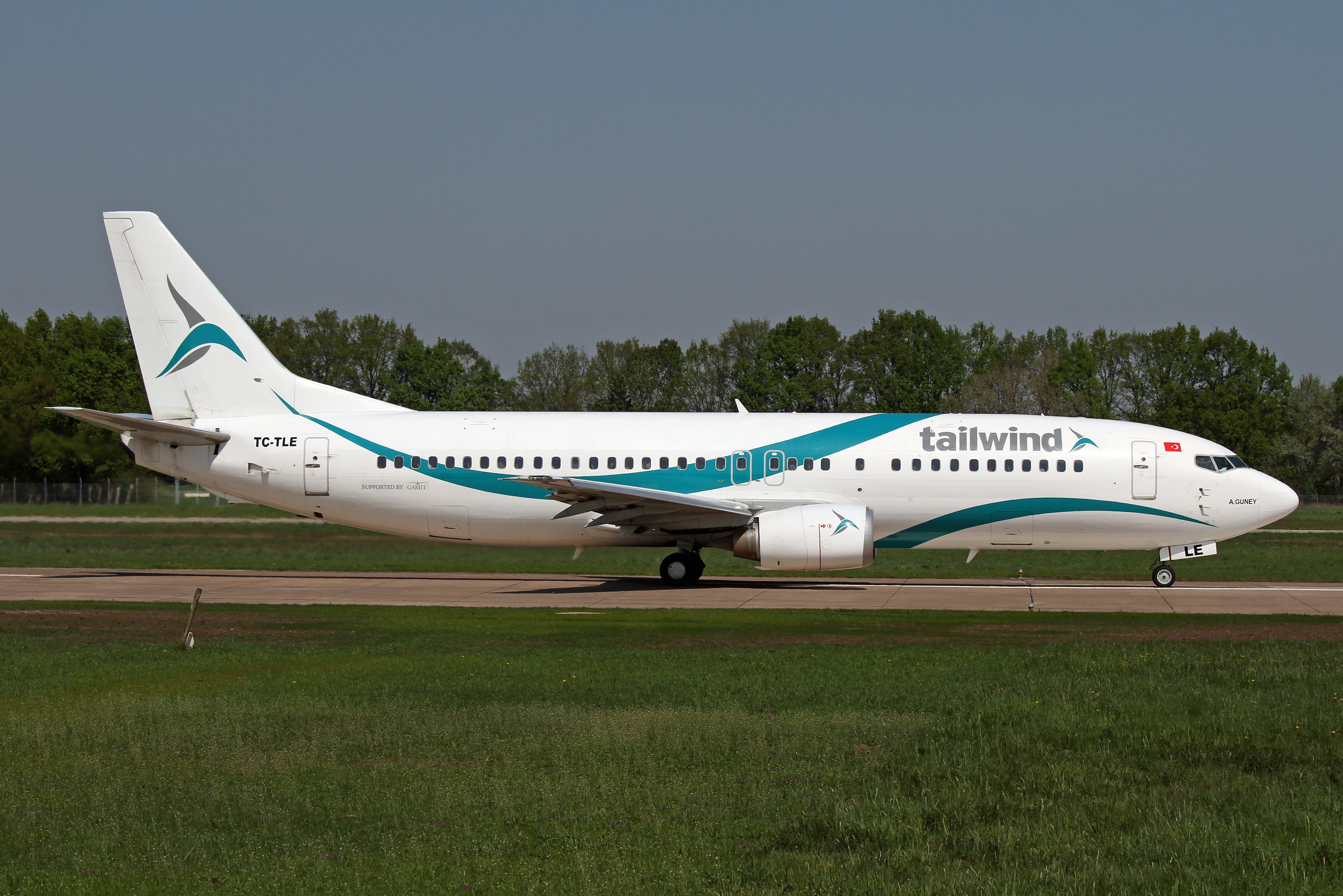
Boeing 737-400 (TC-TLE) в аеропорту Ганновер-Лангенхаген

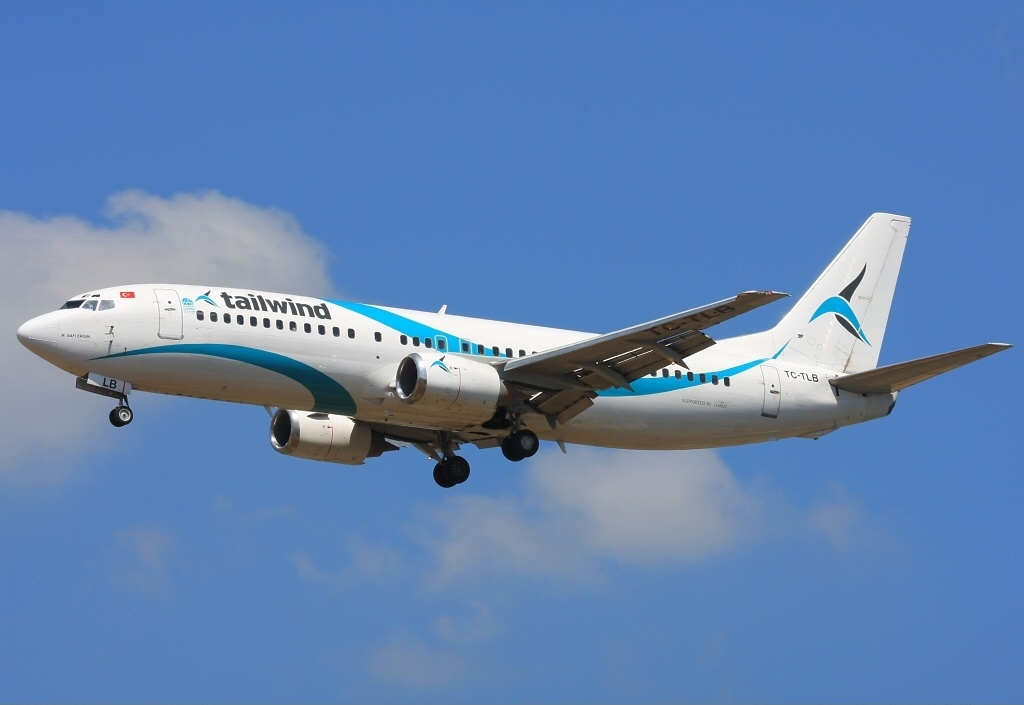
Boeing 737-400 (TC-TLB) заходить на посадку в аеропорту Брюсселя

| ВС             | Експлуатуються | Замовлення | Примітки |
| -------------- | -------------- | ---------- | -------- |
| Boeing 737-400 | 5              | —          |          |
| Разом          | 3              | —          |          |

## Інциденти та події
- 31 серпня 2016 року літак Boeing 737-800 (TC-TLH) авіакомпанії Tailwind Airlines з логотипом ліванської авіакомпанії «Wings of Lebanon» приземлився в ізраїльському аеропорту Бен-Гуріона.[5] Літак раніше дійсно був орендований авіакомпанією Wings of Lebanon, але за п'ять днів до інциденту він був відправлений на техобслуговування в Туреччину.[6] Однак техобслуговування пройшло швидше, і у час, що залишився Tailwind Airlines виконала на літаку кілька рейсів, у тому числі і в Ізраїль, який залишається ворогом Лівану вже 60 років.[7] Ліванська авіакомпанія відмовилася використовувати цей літак надалі.[8]

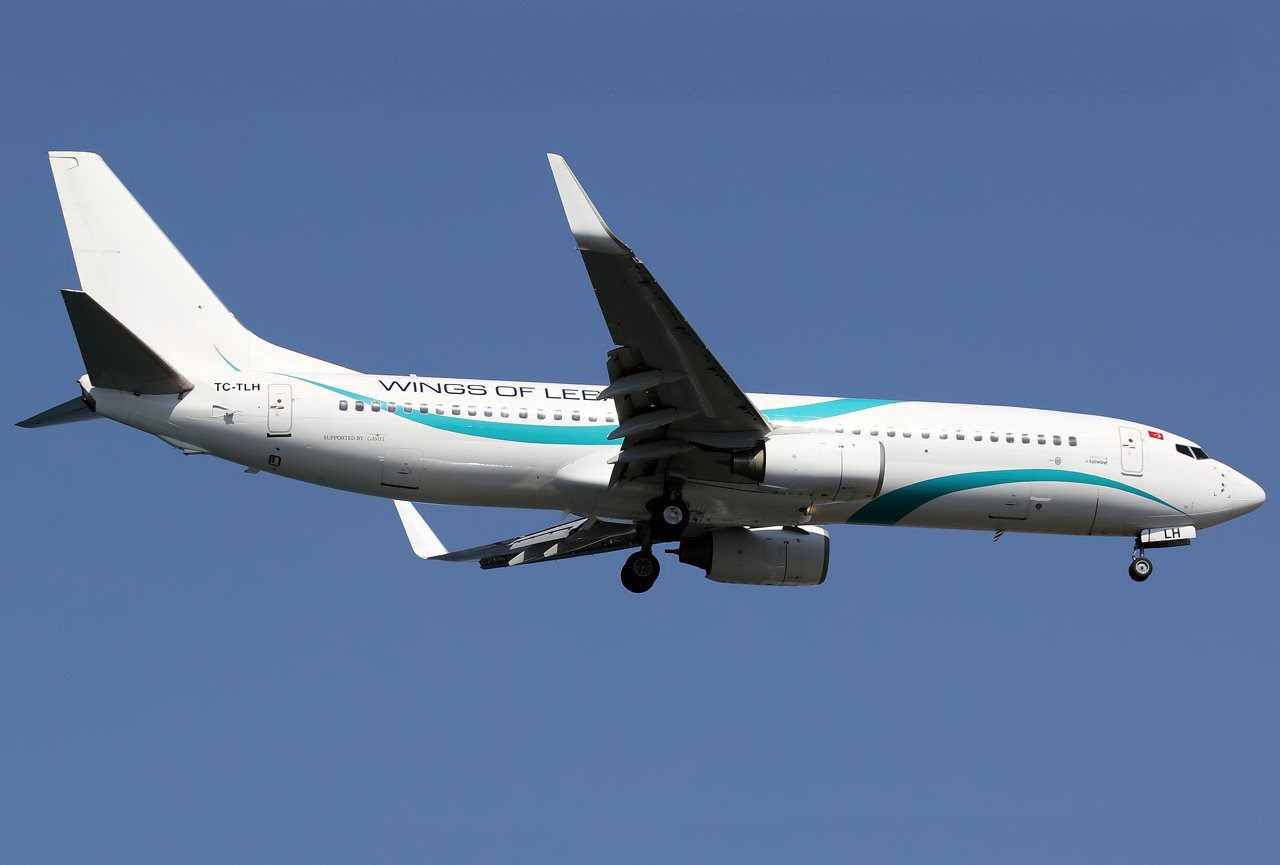
Літак Boeing 737-800 (TC-TLH) у лівреї Wings of Lebanon